# Walter Brown Gibson
Walter Brown Gibson (* 21. September 1897 in Germantown (Philadelphia), Pennsylvania; † 6. Dezember 1985 in Kingston, New York) war ein US-amerikanischer Journalist, Schriftsteller und Zauberkünstler.

## Leben
Gibson war ein Sohn von Alfred Cornelius Gibson (1849–1931) und dessen Ehefrau May Morrell Whidden (1863–1941). Er studierte an der Colgate University und war dort auch Mitglied der Studentenverbindung Delta Kappa Epsilon. 1920 konnte er dieses Studium beenden und arbeitete anschließend als Journalist für einige Zeitschriften und Zeitungen in Philadelphia, u. a. für den North American und den The Evening Ledger. Neben seinen täglichen journalistischen Arbeiten kreierte er regelmäßig Kreuzworträtsel.
Gibson heiratete in Kingston Litzka R. Gonser und hatte mit ihr einen Sohn, Robert (* 1925).
Walter Brown Gibson starb zwölf Wochen nach seinem 88. Geburtstag in Kingston (New York) und fand auf dem Montrepose Cemetery (Block D, Section 2, Lot 110) seine letzte Ruhestätte.

## Rezeption
1928 wurde Walter B. Gibson durch den Verleger Henry H. Macfadden (Macfadden Publications) die Herausgeberschaft der Anthologie True Strange Stories angeboten. Ab 1930 legte Gibson seine journalistische Arbeit nieder und widmete sich nur noch seinem eigenen literarischen Werk. 1931 erfand er den Protagonisten The Shadow und schrieb für diesen Superhelden über 300 Geschichten. Er veröffentlichte diese unter seinem eigenen Namen oder unter dem Pseudonym Maxwell Grant in verschiedenen Pulp-Magazinen.
Neben seinen belletristischen Werken schrieb Gibson als Ghostwriter unter anderem für Harry Blackstone, Joseph Dunninger, Harry Houdini, Howard Thurston und The Amazing Kreskin. Unter seinem eigenen Namen veröffentlichte Gibson über hundert Werke über Hypnose, Magie, Spiele, Yoga und Zauberei. Außerdem war er unter dem Verlagspseudonym Andy Adams zusammen mit Peter J. Harkins und Edward Pastore einer der Verfasser der Jugendbuchreihe Biff Brewster.

## Werke (Auswahl)
Belletristik
- The shadow. Scrapbook. Harcourt Brace Jovanovich, New York 1979, ISBN 0-15-681475-7.
- Biff-Brewster-Zyklus
  - Band  1: Brazilian Gold Mine Mystery, 1960
  - Band  4: Mystery of the Mexican Treasure, 1961
  - Band  7: Mystery of the Ambush in India, 1962
  - Band  9: Egyptian Scarab Mystery, 1963
  - Band 13: Mystery of the Alpine Pass, 1965

Sachbücher
- Houdini's escapes and magic. Funk & Wagnalls, New York 1976, ISBN 0-308-10220-7 (Nachdr. d. Ausg. New York 1932).
- The book of secrets. Miracles ancient and modern. Darling Books, Seattle 2008, ISBN 1-59583-359-5 (Nachdr. d. Ausg. Scranton, Pa. 1927).
- Professional magic for amateurs. Dover Books, New York 1974, ISBN 0-486-23012-0 (Nachdr. d. Ausg. New York 1947).
- Blackstone's modern card tricks.
- Thurston's 200 tricks you can do. 1926
- What's new in magic. Bell Publ., New York 1956.
- Secrets of Magic.
  - Deutsche Ausgabe: Geheimnisse großer Zauberer. Maier, Ravensburg 1979, ISBN 3-473-39517-X. (Übersetzung: Hannelore Michalski).